# Acrotrichis cephalotes
Acrotrichis cephalotes är en skalbaggsart som först beskrevs av Allibert 1844.  Acrotrichis cephalotes ingår i släktet Acrotrichis, och familjen fjädervingar. Arten är reproducerande i Sverige.